# Сплинтер (Нинџа корњаче)
Учитељ Сплинтер (енгл. Master Splinter) или само Сплинтер (енгл. Splinter) је измишљени лик из серијала Нинџа корњаче. Он је мутирани пацов, строг и мудар учитељ, који је саставио тим Нинџа корњача, дао им имена по ренесансним уметницима и научио их борилачким вештинама. По неким верзијама, Сплинтер је био љубимац свог учитеља Хамата Јошија, а по другим је био сам Хамато Јоши у људском облику.